# Оже V д’Англюр
Оже V д’Англюр (фр. Oger V d'Anglure; ум. 1383) — сеньор д’Англюр и д’Эстож, авуэ в Теруане, шевалье-баннерет, участник Столетней войны.
Сын Оже IV д’Англюра и Маргариты де Конфлан.
Отличился на службе Карлу V и Карлу VI. В 1377 участвовал в походе Филиппа II Храброго и взятии Ардра. По ордонансу 1380 привел на службу 20 кавалеристов. В 1382 сражался в битве при Розебеке, в 1383 с четырьмя рыцарями и 45 оруженосцами участвовал во взятии Брикбека. Умер в том же году.

## Семья
Жена: Изабелла де Шатильон (ум. 1414), дочь Жана I де Шатильона и Изабеллы де Монморанси
Дети:
- Оже VI д’Англюр, сеньор д’Англюр и д’Эстож
- Жан Саладен д’Англюр, сеньор д’Англюр и д’Эстож
- Гоше д’Англюр, сеньор де Рокур